# Falsomesosella
Falsomesosella es un género de escarabajos longicornios.

## Especies
- Falsomesosella albofasciata Pic, 1925
- Falsomesosella andamanica Breuning, 1936
- Falsomesosella annamensis Breuning, 1939
- Falsomesosella basigranulata Breuning, 1968
- Falsomesosella bhutanensis (Breuning, 1968)
- Falsomesosella bifasciata Breuning, 1938
- Falsomesosella breuningi Pic, 1944
- Falsomesosella ceylonica Breuning, 1974
- Falsomesosella elongata Breuning, 1938
- Falsomesosella gardneri Breuning, 1938
- Falsomesosella gracilior (Bates, 1884)
- Falsomesosella grisella (White, 1858)
- Falsomesosella grisescens Breuning, 1939
- Falsomesosella horishana Gressitt, 1938
- Falsomesosella javanica Breuning, 1956
- Falsomesosella mediofasciata Breuning, 1968
- Falsomesosella minor Pic, 1925
- Falsomesosella nigronotata hakka Gressitt, 1937
- Falsomesosella nigronotata Pic, 1930
- Falsomesosella nilghirica Breuning, 1936
- Falsomesosella obliquevittata Breuning, 1938
- Falsomesosella ochreomarmorata Breuning, 1968
- Falsomesosella parvula Breuning, 1938
- Falsomesosella perakensis Breuning, 1960
- Falsomesosella picescens Holzschuh, 2017
- Falsomesosella robusta Pic, 1944
- Falsomesosella rondoni (Breuning, 1963)
- Falsomesosella rufovittata Breuning, 1938
- Falsomesosella sordidula Holzschuh, 2019
- Falsomesosella sparsa Holzschuh, 2017
- Falsomesosella subalba Gressitt, 1938
- Falsomesosella subunicolor Breuning, 1969
- Falsomesosella taibaishana Lazarev, 2021
- Falsomesosella theresae Pic, 1945
- Falsomesosella tranversefasciata Breuning, 1938
- Falsomesosella truncatipennis Pic, 1944
- Falsomesosella unicolor Breuning, 1965